# Mistrzostwa Panamerykańskie w Zapasach 2011
Mistrzostwa rozegrano od 6 maja 2011 roku w mieście Rionegro.

## Tabela medalowa
|     | Państwo    |    |    |    | Razem: |
| --- | ---------- | -- | -- | -- | ------ |
| 1.  | Kuba       | 9  | 3  | 4  | 16     |
| 2.  | USA        | 5  | 9  | 1  | 15     |
| 3.  | Kanada     | 5  | 3  | 4  | 12     |
| 4.  | Wenezuela  | 1  | 2  | 8  | 11     |
| 5.  | Portoryko  | 1  | 0  | 0  | 2      |
| 6.  | Dominikana | 0  | 1  | 4  | 5      |
| 7.  | Peru       | 0  | 1  | 3  | 4      |
| 8.  | Brazylia   | 0  | 1  | 2  | 3      |
| 9.  | Argentyna  | 0  | 1  | 0  | 1      |
| 10. | Kolumbia   | 0  | 0  | 6  | 6      |
| 11. | Meksyk     | 0  | 0  | 4  | 4      |
| 12. | Ekwador    | 0  | 0  | 3  | 3      |
| 13. | Gwatemala  | 0  | 0  | 1  | 1      |
|     | razem:     | 21 | 21 | 40 | 82     |

## Wyniki

### W stylu klasycznym
| Waga   | złoty                | srebrny              | brązowy               | brązowy               |
| ------ | -------------------- | -------------------- | --------------------- | --------------------- |
| 55 kg  | Yagnier Hernández    | Jorge Cardozo        | Cristian Paravecino   | Francisco Encarnación |
| 60 kg  | Maikel Anache Lamoth | Luis Liendo          | Yesid Alfredo Meneses | Jansel Ramírez        |
| 66 kg  | Alexander Casal      | Charles Schlatter    | Vicente Huacón        | Iván de Jesús Duque   |
| 74 kg  | Mayli Raúl Consuegra | Kendrick Sanders     | Sixto Barrera         | Juan Ángel Escobar    |
| 84 kg  | Pablo Shorey         | José Arias Paredes   | Yorgen Cova           | Jordan Holm           |
| 96 kg  | Justin Ruiz          | Yasmany Lugo Cabrera | Korey Jarvis          | Erwin Caraballo       |
| 120 kg | Yasmani Acosta       | Robert Smith         | Rafael Barreno        | Ramón García          |

### W stylu wolnym
| Waga   | złoty            | srebrny              | brązowy           | brązowy            |
| ------ | ---------------- | -------------------- | ----------------- | ------------------ |
| 55 kg  | Luis Ibáñez      | Sam Hazewinkel       | Luis Orantes      | Fernando Paredes   |
| 60 kg  | Franklin Gómez   | Ryley Walker         | Gabriel García    | Alejandro Valdés   |
| 66 kg  | Liván López      | Teyon Ware           | Haislan Veranes   | Elvis Fuentes      |
| 74 kg  | Nicholas Marable | Yunieski Blanco      | Pool Ambrocio     | Ricardo Roberty    |
| 84 kg  | José Díaz        | Keith Gavin          | Jeff Adamson      | Humberto Arencibia |
| 96 kg  | Eduardo Mesa     | Khetag Pliev         | Israel José Silva | Luis Vivenes       |
| 120 kg | Steve Mocco      | Elier Romero Camacho | Antoine Jaoude    | Korey Jarvis       |

### W stylu wolnym kobiet
| Waga  | złoty                    | srebrny                 | brązowy            | brązowy           |
| ----- | ------------------------ | ----------------------- | ------------------ | ----------------- |
| 48 kg | Lindsay Rushton Prickett | Patricia Bermúdez       | Luisa Valverde     | Carolina Castillo |
| 51 kg | Jessica MacDonald        | Jessica Medina          | Wendy Martínez     | ----              |
| 55 kg | Kelsey Campbell          | Jenny Mallqui           | Alma Valencia      | Joice da Silva    |
| 59 kg | Amanda Gerhart           | Amanda Hendey           | Mayra Antes        | Sayury Cañon      |
| 63 kg | Kristie Davis            | Justine Bouchard        | Katerina Vidiaux   | Sandra Roa        |
| 67 kg | Megan Buydens            | Erin Clodgo             | Andrea Olaya       | ----              |
| 72 kg | Leah Callahan            | Aline da Silva Ferreira | Lisset Hechavarría | Jaramit Weffer    |